# کنیچی اندو
کنیچی اندو (انگلیسی: Kenichi Endō؛ زادهٔ ۲۸ ژوئن ۱۹۶۱) هنرپیشه، صداپیشه و فیلم‌نامه‌نویس ژاپنی است. از فیلم‌هایی که وی در آن بازی کرده است، می‌توان به پسران قرن بیستم، مرده یا زنده ۲: پرندگان، مثل یک اژدها، کلاغ‌ها: قسمت صفر، ویزیتور کیو، جنگ بزرگ یوکای و خانواده اشاره کرد.